# 228 Agathe
A 228 Agathe a Naprendszer kisbolygóövében található aszteroida. Johann Palisa fedezte fel 1882. augusztus 19-én.